# Alexei Alexandrowitsch Sobolew
Alexei Alexandrowitsch Sobolew (russisch Алексей Александрович Соболев, wiss. Transliteration Aleksej Aleksandrovič Sobolev; * 1. September 1991 in Nowosibirsk) ist ein ehemaliger russischer Snowboarder. Er startete in den Freestyledisziplinen.

## Werdegang
Sobolew nahm von 2006 bis 2018 an Wettbewerben der World Snowboard Tour und der FIS teil. Dabei holte er mehrere Siege bei nationalen Wettbewerben wurde im Februar 2010 russischer Meister im Slopestyle. Sein Debüt im Snowboard-Weltcup hatte er im März 2009 in Moskau, wobei er den 22. Platz im Big Air errang. Bei den Juniorenweltmeisterschaften 2010 in Cardrona belegte er den 41. Platz im Snowboardcross, den 35. Rang in der Halfpipe, den siebten Platz im Big Air und den sechsten Platz im Slopestyle. In der Saison 2010/11 holte er im Slopestyle in Bardonecchia seinen einzigen Weltcupsieg und erreichte damit zum Saisonende den 19. Platz im Freestyle-Weltcup sowie den neunten Rang im Big-Air-Weltcup. Bei den Snowboard-Weltmeisterschaften 2011 in La Molina kam er auf den 35. Platz und bei den Juniorenweltmeisterschaften 2011 in Chiesa in Valmalenco auf den 24. Rang im Slopestyle. Außerdem holte er im Februar 2011 im Big Air in Bukowel seinen ersten Sieg im Europacup. Nach Platz vier im Big Air bei den New Zealand Winter Games in Cardrona zu Beginn der Saison 2011/12, errang er beim Weltcup in Stockholm den dritten Platz im Big Air und siegte beim Europacup in Brand. Zum Saisonende belegte er im Stoneham die Plätze 24 und fünf und beendete die Saison auf dem neunten Platz im Freestyle-Weltcup sowie auf dem fünften Rang im Big-Air-Weltcup. Zudem errang er in der Slopestyle-Wertung des Europacups den fünften Platz und wurde russischer Meister im Big Air. In der Saison 2012/13 belegte er den zweiten Platz im Big Air beim Russian Grand Prix in Moskau und bei den Snowboard-Weltmeisterschaften 2013 im Stoneham den 22. Platz im Slopestyle sowie den vierten Rang im Big Air. In der folgenden Saison siegte er beim Russian Grand Prix in Moskau im Slopestyle sowie im Big Air und errang beim O’Neill Pleasure Jam in Schladming den zweiten Platz im Slopestyle. Bei seiner einzigen Olympiateilnahme im Februar 2014 in Sotschi kam er auf den 20. Platz im Slopestyle. Seinen 14. und damit letzten Weltcup absolvierte er im Januar 2014 im Stoneham, welchen er auf dem 15. Platz im Slopestyle beendete. Im folgenden Jahr belegte er bei den Weltmeisterschaften am Kreischberg den 32. Platz im Slopestyle und den 20. Rang im Big Air.

## Teilnahmen an Weltmeisterschaften und Olympischen Winterspielen

### Olympische Winterspiele
- 2014 Sotschi: 20. Platz Slopestyle

### Snowboard-Weltmeisterschaften
- 2011 La Molina: 35. Platz Slopestyle
- 2013 Stoneham: 4. Platz Big Air, 22. Platz Slopestyle
- 2015 Kreischberg: 20. Platz Big Air, 32. Platz Slopestyle

## Weltcupsiege und Weltcup-Gesamtplatzierungen

### Weltcupsiege
| Nr. | Datum         | Ort          | Disziplin  |
| --- | ------------- | ------------ | ---------- |
| 1.  | 13. März 2011 | Bardonecchia | Slopestyle |

### Weltcup-Gesamtplatzierungen
| Saison  | Gesamt/Freestyle | Gesamt/Freestyle | Slopestyle | Slopestyle | Big Air | Big Air |
| Saison  | Punkte           | Platz            | Punkte     | Platz      | Punkte  | Platz   |
| ------- | ---------------- | ---------------- | ---------- | ---------- | ------- | ------- |
| 2008/09 | 90               | 253.             | -          | -          | 90      | 73.     |
| 2010/11 | 1170             | 19.              | -          | -          | 1170    | 9.      |
| 2011/12 | 1120             | 9.               | 70         | 24.        | 1050    | 5.      |
| 2012/13 | 210              | 83.              | 60         | 53.        | 150     | 16.     |
| 2013/14 | 626              | 30.              | 176        | 38.        | -       | -       |